# Сарайски хамам
Сарайският хамам (на македонска литературна норма: Сарајски амам) е хамам, турска баня в струмишкото село Сарай, Република Македония. Хамамът е в руини.
Хамамът е разположен северозападно от селото и от него е запазена само малка част. Намира се в частен имот. От хамама е запазена източната стена и едно помещение с купол. Според останките на основите хамамът е от типа семеен хамам.
Хамамът има квадратна основа и според останките от разрушената зидария и намерената наоколо керамика е имал размери 6х6 метра. От хамама не са запазени функционални елементи, но височината на източната стена е 2 метра с малка част запазени конструктувни елементи от основата на купола, който е бил запазен до 1945 година. Хамамът е датиран към XVII век. За функционирането му се е набавяла вода от река Турия.